# 마리 드 부르고뉴 여공작
부르고뉴 여공작 마리(Marie de Bourgogne, 1457년 2월 13일 ~ 1482년 3월 27일)는 용담공 샤를과 이자벨 드 부르봉의 외동딸로서, 1477년부터 1482년까지 아버지로부터 물려받은 저지대 국가들을 통치하였다. 별명은 부귀공이다.
1477년 1월 5일에 낭시성 공성전 중에 아버지 샤를이 사망하였다. 프랑스 왕 루이 11세는 왕자령인 부르고뉴 공국을 되찾기 위해 군대를 파견했다. 그러나 상속녀 마리는 부친의 유산을 지키기 위해 합스부르크의 막시밀리안 대공과 1477년 8월에 결혼하여 자신의 상속지를 지키려했다. 네덜란드 삼부회는 마리의 결정을 지지하였고 막시밀리안 대공은 1479년 8월에 벌어진 긴가트 전투에서 프랑스 군을 물리치는데 성공한다.
1482년에 낙마사고로 마리가 사망하자 프랑스와 다시 영토분쟁이 벌어졌다. 양국은 같은해 12월 23일에 아라스 조약을 맺고 영토분쟁을 해결하였다. 또한 이때 그녀의 딸 마르가레테는 프랑스 왕 루이 11세의 장남 샤를(훗날 샤를 8세)과 약혼한후 다음해 1483년 3살때 프랑스 궁궐로 보내졌다. 그러나 딸 마르가레테는 1491년에 샤를 8세가 부르타뉴의 안과 결혼하는 바람에 파혼하고 귀국하였고, 스페인의 이사벨 1세의 장남 후안 왕세자와 혼인하였다.

## 자녀
마리는 막시밀리안 대공과의 사이에서 1남 1녀(총 2명)의 자녀를 낳았다.
- 미남왕 필리프 1세 : 후아나 1세 데 카스티야와 결혼하면서, 카스티야레온의 공동 국왕
- 사보이아 공작부인 마르가레테 : 아스투리아스 공 후안, 사보이아 공작 필리베르토 2세의 아내.